# Mesa (lenguaje de programación)
Mesa es un lenguaje de programación orientado a objetos desarrollado por un grupo de investigadores de Xerox PARC a finales de la década de 1970. Soporta programación multihilo.